# Czudinci
Czudinci (bułg. Чудинци) – wieś w Bułgarii, w obwodzie Kiustendił, w gminie Kiustendił. Jest to już wymarła wieś.